# DFS 228
Le planeur DFS 228 était un aéronef destiné à la reconnaissance en haute altitude. Il avait été développé par l'institut allemand DFS (Deutsche Forschungsanstalt für Segelflug) pendant la Seconde Guerre mondiale. Il devait être amené par un avion-porteur à une altitude d'environ 10 000 m ou plus. Après le largage, un moteur-fusée aurait dû lui faire rallier une altitude d'environ 20 000  à   23 000 m. On considérait qu'il y serait à l'abri des défenses antiaériennes adverses et pourrait franchir une distance de 1 000 km en vol plané pour effectuer des missions de reconnaissance à condition de rallumer le moteur-fusée pendant de courtes périodes pour regagner de la hauteur.

## Historique et description

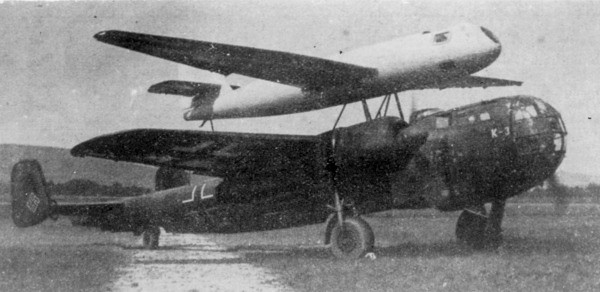
Le DFS 228 sur un porteur Dornier 217.

Le DFS 228 avait été développé par Felix Kracht. C'était une construction à ailes médianes cantilever dont la forme rappelait fortement un planeur conventionnel. Il était entièrement réalisé en bois à l'exception de la cabine pressurisée qui était en métal. Un premier prototype non motorisé avait été réalisé en mars 1944 et avait subi de nombreux essais en vol. Ceux-ci conduisirent à concevoir un nouveau cockpit dans lequel le pilote était allongé sur le ventre. La pointe avant complète de l'aéronef était conçue dès le départ pour pouvoir être séparée (pyrotechniquement) du reste de la cellule et servir de capsule de sauvetage en haute altitude. Elle était équipée d'un parachute. Dès que la pression extérieure l'aurait permis (niveau supportable pour le pilote), celui-ci pouvait s'extraire de la capsule et atterrir à l'aide de son propre parachute.
La propulsion devait être assurée par le moteur-fusée à régulation Walter HWK 109-509A-1 fournissant une poussée de 100  à   1 600 kgp. Il n'existe pas de documents faisant état de vols d'essai avec le moteur installé dans l'avion.
En mai 1945, le deuxième prototype fut détruit lors d'un bombardement. Le premier prototype fut récupéré par les troupes américaines (Opération Paperclip) et transféré en 1946 en Grande-Bretagne pour y être testé.

## Littérature
- Roger Ford: Die deutschen Geheimwaffen des Zweiten Weltkriegs, Nebel,  (ISBN 3-89555-087-6) (les armes secrètes de l'Allemagne de la 2e Guerre Mondiale (de))